# EndNote
EndNote （エンドノート）は文献・引用管理ソフトで、EndNoteは有料ソフトだが、EndNote onlineは無料である。
1985年にRichard Niles 博士が、参考文献リストを投稿規定の指定する形式変換に苦労している夫人からヒントを得て、EndNoteを考案した。
文献の収集、管理、閲覧、共有、引用を行うソフトウェアであり、文献に係る収集・管理・引用などの事務作業を効率化する。

## 概要
EndNote は文献管理・引用管理ソフトウェアであり、主に文献の収集、管理、閲覧、共有、引用を行うソフトウェアである。
引用ではMicrosoft WordやMicrosoft PowerPointなどと連携し、書誌情報の引用、参考文献リスト作成をおこなう。
ソフトウェアの開発は Clarivate Analytics (旧Thomson Reuters）が行っている。
ソフトウェアの形態はデスクトップ版、EndNote Online、iOS用アプリがあり、日本国内におけるデスクトップ版の国内総代理店はユサコ株式会社となっている。

## 主機能
- データベースから文献情報の取得
- 文献情報からPDFの取得
- ソフトウェアからのデータベース検索・文献情報取得
- 文献書誌情報の管理
- 文献のグループ管理
- 検索機能
- PDFの閲覧、ハイライトや注釈
- 多数の雑誌の様式に準拠した参考文献リストの出力
- 重複文献の管理
- EndNote Onlineを介したライブラリの同期
- EndNote Onlilneアカウント間でのライブラリの共有

## EndNote デスクトップ版
WindowsやMacで使用するPCソフトウェア。EndNoteという場合、通常はデスクトップ版を指す。同期機能を使う場合はEndNote Onlineのアカウントを作成する必要がある。
EndNote デスクトップ版では参考文献リスト作成の際に、引用する箇所にドラッグアンドドロップで引用することができる。使用可能なアウトプットスタイル数は7000種類以上。
デスクトップ版には、EndNote Onlineを容量無制限で2年間使用できる利用権が付属している。デスクトップ版とEndNote Onlineを連携させることで、ライブラリを同期させ、複数台のPC、iOS上で同じライブラリを使用することができる。容量無制限の有効期間は次期バージョンの発売によって延長されることがある。過去の事例では、EndNote X7 から X8 のリリース間隔は約3年半あったため、それに合わせて期間も延長された。 添付容量が無制限で利用できる期間を経過した場合、添付可能容量が 2GB までとなるなど無償版 EndNote basic と同等の機能に制限される。
インターフェイス画面は英語であるが、EndNote 8からUnicodeに対応し、日本語データの取り扱い（入力/出力/表示）に対応している。

## EndNote Online
Clarivate Analytics社が提供するウェブサービス。オンライン上で文献管理が可能である。
EndNote Onlineの利用権はデスクトップ版に付属しているが、無料でも使用することができる。無料ユーザーはbasicユーザーとなり、ファイル容量の制限や、取り込み可能なデータベース数、対応アウトプットスタイル数などに違いがある。
所属機関がWeb of Scienceを導入している場合、Web of Science導入機関用のbasicとなり、取り込み可能なデータベース数や使用可能なアウトプットスタイル数などが通常のbasicとは異なる。
basicユーザーがEndNoteデスクトップ版を導入した場合、basicのデータはデスクトップ版にそのまま移行することができる。

## iOS用アプリ EndNote for iOS
文献情報の表示・編集・整理・共有が可能なiOS用アプリ。
EndNote Onlineのアカウントにアプリからログインすることで、自身のライブラリにアプリからアクセスでき、添付したフルテキストPDFなどをアプリ上から参照できる。
デスクトップ版やOnlineとは異なり、参考文献リスト作成などの引用系機能は有していない。
2013年1月にver1.0がiPad専用アプリとしてリリース。 EndNote for iPadと呼ばれていた。 2019年2月14日にVer.3.0がリリースされ、iPhone対応となり、endnote.com上の表記も合わせてEndNote for iOSに変更された。
アプリ版のみの特徴として、PDFに手書きでメモを取ることができる。 AirDropに対応しており、文献情報の共有がAirDrop経由で可能である。

## EndNote Click (旧Kopernio)
EndNote Click (旧Kopernio)はClarivate Analytics社が提供する無料の文献取得用ウェブブラウザ拡張機能である。EndNote 20のリリースの際、KopernioからEndNote Clickへ名称変更した。
EndNoteと連携することができ、Google ScholarやPubMedなど20,000を超える文献データベースから文献情報とフルテキストPDFを取得できる。 検索とほぼ同時にフルテキストPDFが入手可能かわかり、入手できる場合はワンクリックで入手することができる。
利用可能なブラウザはGoogle Chrome、Firefox。

## 特徴
EndNote グループ引用データは、ファイル属性に *.enf や *.enl が付く。
ライブラリへ引用データを追加するには、リファレンスの種類（書籍、新聞記事）などを選択し、ドロップダウンメニューのウインドウを使う。そして、以下の種類（ISBN番号、報告者、発行時）を特定し、著者、タイトル、発行年のフィールドの範囲に指定する。もし必要なフィールドを満たす時、EndNote は 2000を超えた各スタイルの引用フォーマットを選択して自動作成する。
しかし、選択する引用スタイルについての情報があるとき、EndNote は自動的には引用スタイルを決めない。
また、プログラムは冗長な情報は検出しない。例えば、もし新聞記事で 2005年と2005年4月7日がすぐ後にあった場合、
EndNote の日付フィールドは、2005年2005年4月7日と出力される可能性がある。
EndNoteは、プレーンテキスト, Rich Text Format, HTML or XMLとして引用を出力することができる。バージョン1.1からOpenDocumentに対応。
MendeleyやZoteroと同様に、DropboxやiCloudなどのクラウドストレージ上に保存したファイルを開くとデータベースファイルが破損する可能性がある。開発元はクラウドストレージの使用を推奨しておらず、保存にはローカルコンピューターとEndNote Onlineを使うことを推奨している 。

## バージョン履歴
2025年4月：EndNote 2025 リリース
2023年5月：EndNote 21 リリース
2020年10月：EndNote 20 リリース
2020年4月：EndNote X9.3.3 リリース。このバージョンよりライブラリのフォーマットが変わったため、このバージョン以降で作成されたライブラリは以前のバージョンでは開けない。
2019年6月：EndNote X9.2 リリース
2019年3月：EndNote X9.1 リリース
2018年9月：EndNote X9 (19) リリース
2016年11月：EndNote X8 (18) リリース
2014年10月：EndNote X7.2 リリース
2013年9月：EndNote X7 (17)  リリース
2013年：EndNote Web を EndNote basic に改名（一般公開）
2012年6月：EndNote X6 (16)  リリース Macintosh版とWindows版を発売
2011年6月：EndNote X5 (15)  リリース Macintosh版とWindows版を発売
2010年6月：EndNote X4 (14)  リリース Macintosh版とWindows版を発売
2009年6月：EndNote X3 (13)  リリース Macintosh版とWindows版を発売
2008年7月：EndNote X2 (12)  リリース Macintosh版とWindows版を発売
2007年6月：EndNote X1 (11)  リリース Macintosh版とWindows版を発売
2006年6月：EndNote X (10)  リリース Macintosh版とWindows版を発売
2006年：EndNote Web サービス開始（限定公開）
2005年7月：EndNote 9 リリース Mac版とWindows版を発売
2005年1月：EndNote 8 for Mac リリース  (Unicodeに対応し、正式に日本語に対応)
2004年6月：EndNote 8 for Windows リリース (Unicodeに対応し、正式に日本語に対応)
2003年6月：EndNote 7 リリース Macintosh版とWindows版を発売
2002年6月：EndNote 6 リリース Macintosh版とWindows版を発売
2001年6月：EndNote 5 リリース Macintosh版とWindows版を発売
2000年3月：EndNote 4 リリース Macintosh版とWindows版を発売
1998年4月：EndNote 3 for Mac リリース
1994年：EndNote 2 for Mac リリース
1988年：EndNote (1) をリリース
1985年：Richard Niles 博士が、参考文献リストを投稿規定の指定する形式変換に苦労している夫人からヒントを得て、EndNoteを考案